# Basuto (paard)

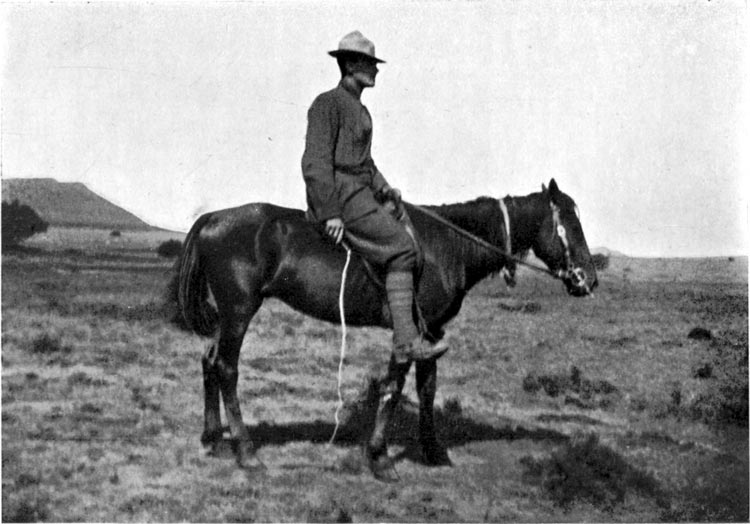
man op een basutopaard, Tweede Boerenoorlog

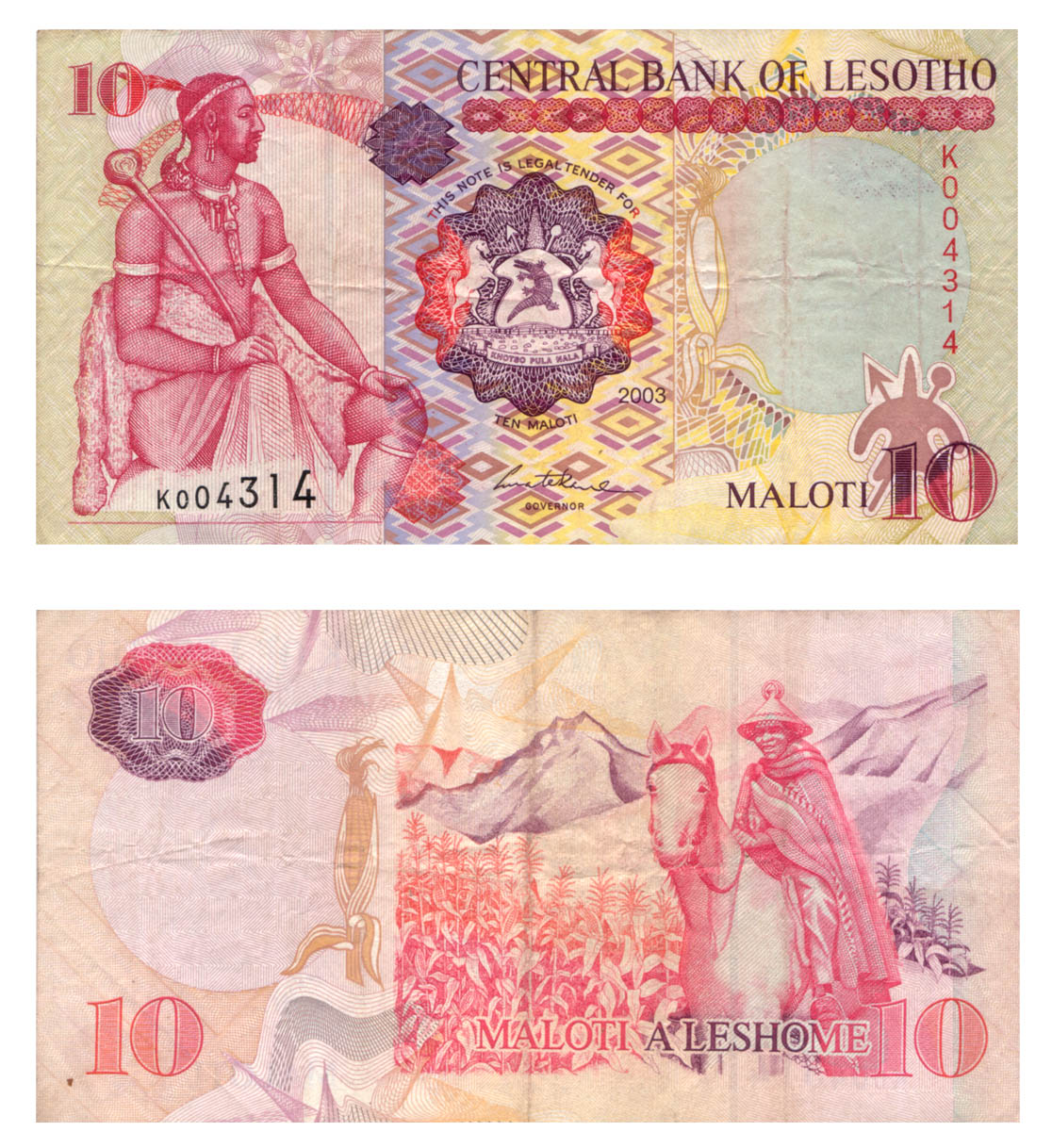
basuthoruiter op een bankbiljet

De basuto (ook: basoto pony) is een paardenras uit Lesotho en Zuid-Afrika. Het is een edel gangenpaard dat vooral gebruikt wordt voor personentransport en vormen van rensport.

## Beschrijving
Het is een tenger gebouwd bergpaard in ponymaat. De stokmaat ligt tussen 140 en 150 cm. De vachtkleur is overwegend bruin, schimmel of vos. Ze hebben een recht profiel en een lange nek en een lange rug. Ze zijn tredzeker en hebben harde hoeven. Ze zijn ook snel en hebben een goed uithoudingsvermogen. 
De basuto is te typeren als een 'gangenpaard' omdat het naast stap, draf en galop een extra gang beheerst, lijkend op de tölt. Men noemt deze gang de 'trippel'. 

## Geschiedenis
De geschiedenis van het ras gaat terug op dezelfde invoer van Europese warmbloedpaarden, beginnend rond 1653, waarin ook de basis van het boerperd ligt. De paarden van Lesotho werden onder andere veredeld met arabisch bloed en zijn ook verwant aan de connemarapony.
Ze werden in Zuidelijk Afrika gebruikt als cavaleriepaarden tijdens diverse conflicten rondom het territorium Basutoland, zoals de Basotho-oorlogen en de Tweede Boerenoorlog.

## Gebruik
Ongeveer 75% van de bevolking in landelijke gebieden van Lesotho, waaronder de Basotho, bezit een paard als rijdier voor dagelijks transport. Ze worden gezadeld en ongezadeld gereden. 
Ze worden gebruikt voor ruitertoerisme zoals trekking en voor paardenrennen. In sommige streken worden ze ook gebruikt als trekdieren in de landbouw, voor de ploeg. 
Sommige van de traditionele paardenrennen worden gedaan in de typische 'trippelpas', maar er zijn ook galoprennen. De races worden graag op de kaart gezet als een nationale sport.
De lokale 'freestyle' races zijn een populair sociaal gebeuren en een economische factor omdat er op de paarden gewed kan worden. Het prijzengeld voor een winnend paard ligt ter hoogte van een maandsalaris en de dieren stijgen in waarde. Ook de winnende jockeys, meestal kinderen, delen in de winst. Races vinden maandelijks en op feestdagen plaats op weidse parcoursen in de openlucht.

## Fokkerij
De basuto komt ook voor in Namibië. Van het ras bestond lange tijd geen officieel stamboek. Het is als lokaal ras al sinds de 19e eeuw bekend. In het midden van de 20e eeuw was het als ras bijna uitgestorven door vermenging met andere. Er werden vanuit het landbouwministerie structuren opgezet om de fokkerij met de basuto te monitoren en te promoten. Het geschatte aantal lag in 1998 rond de 100.000.
De basuto werd gebruikt als fundament voor het stamboek van de  nooitgedachter.

## Overige
- Een bankbiljet van Lesotho toont een Basothoruiter te paard met een als poncho omgeslagen deken en een traditionele rieten punthoed.

## Galerij

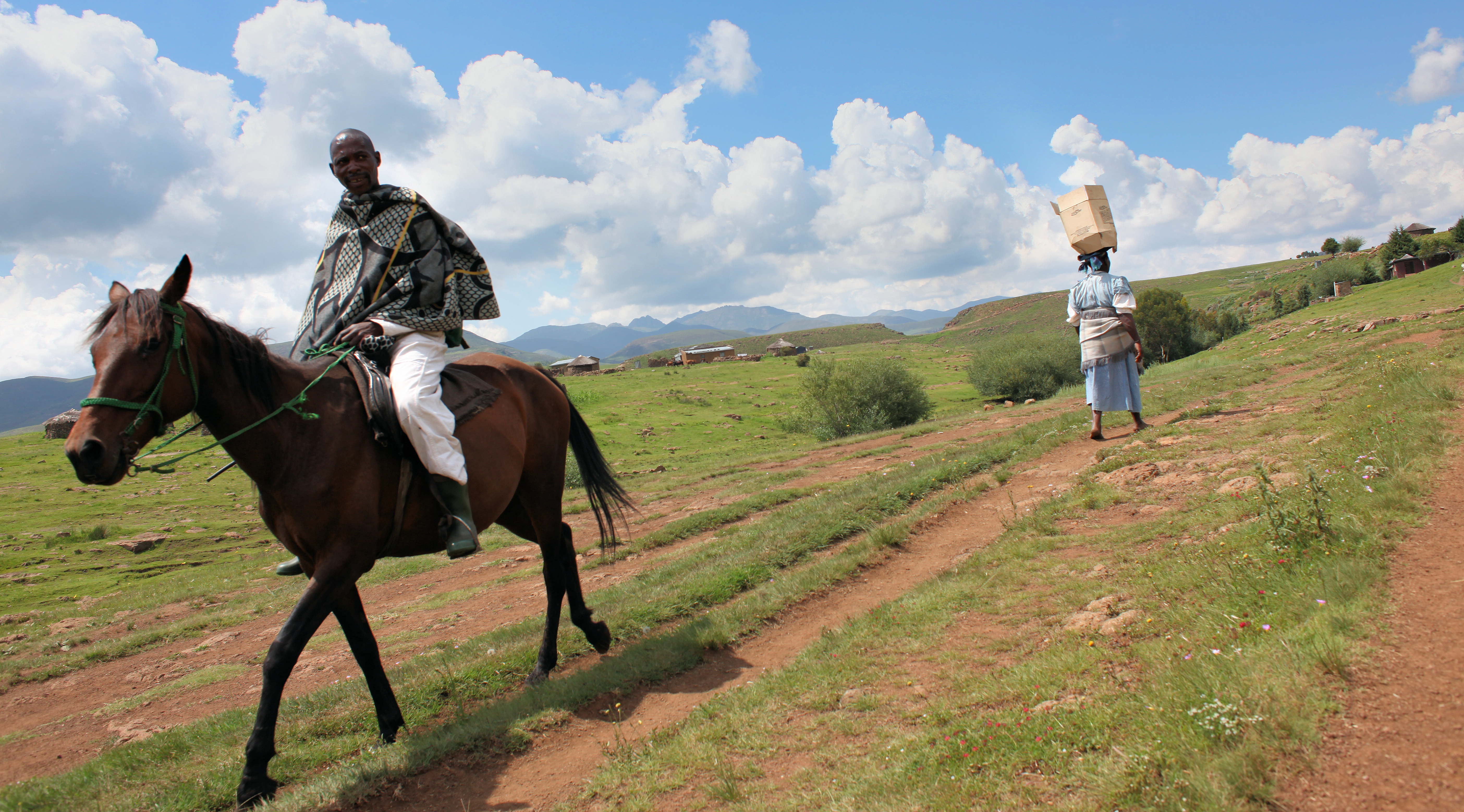
op een bergpad
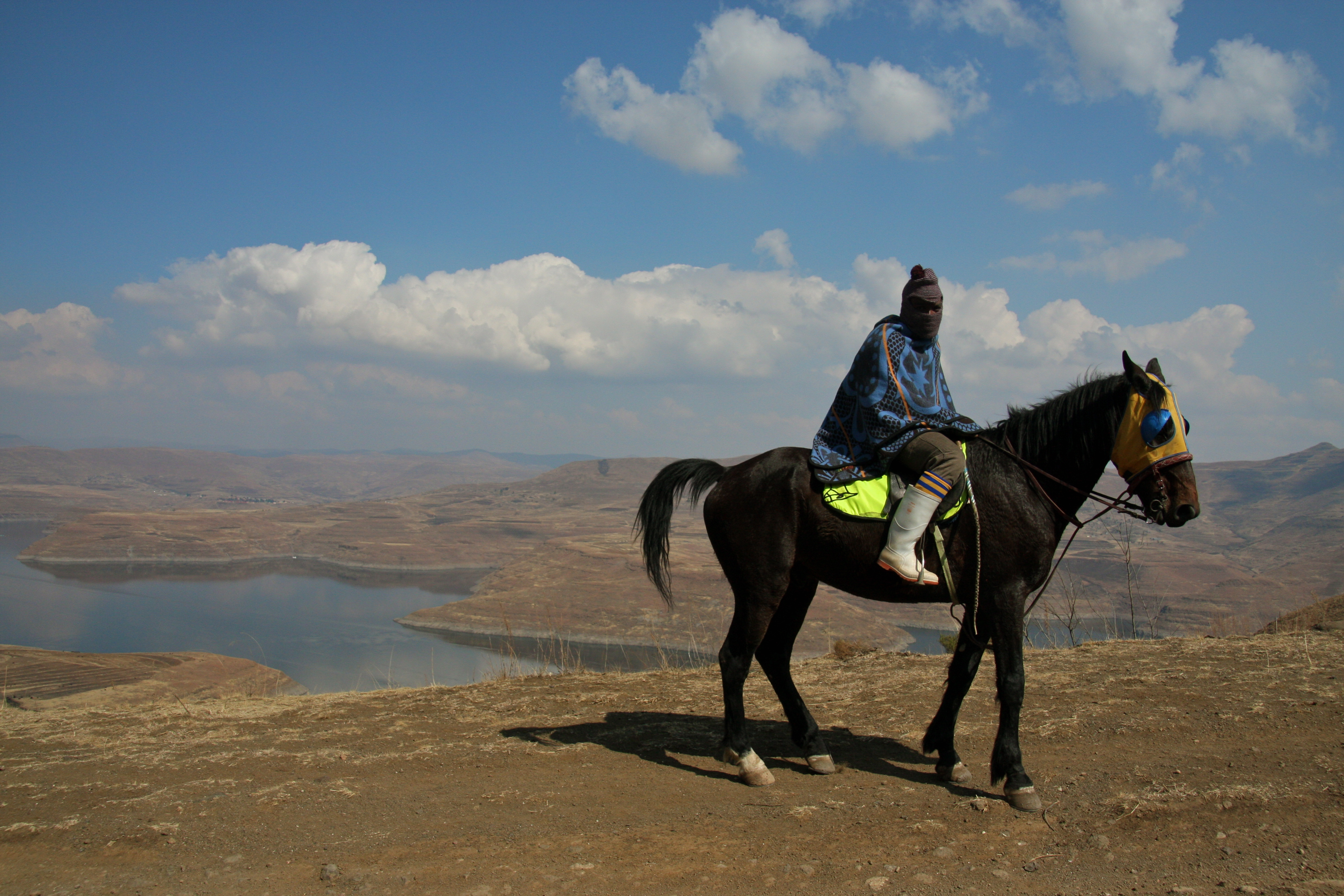
een jockey
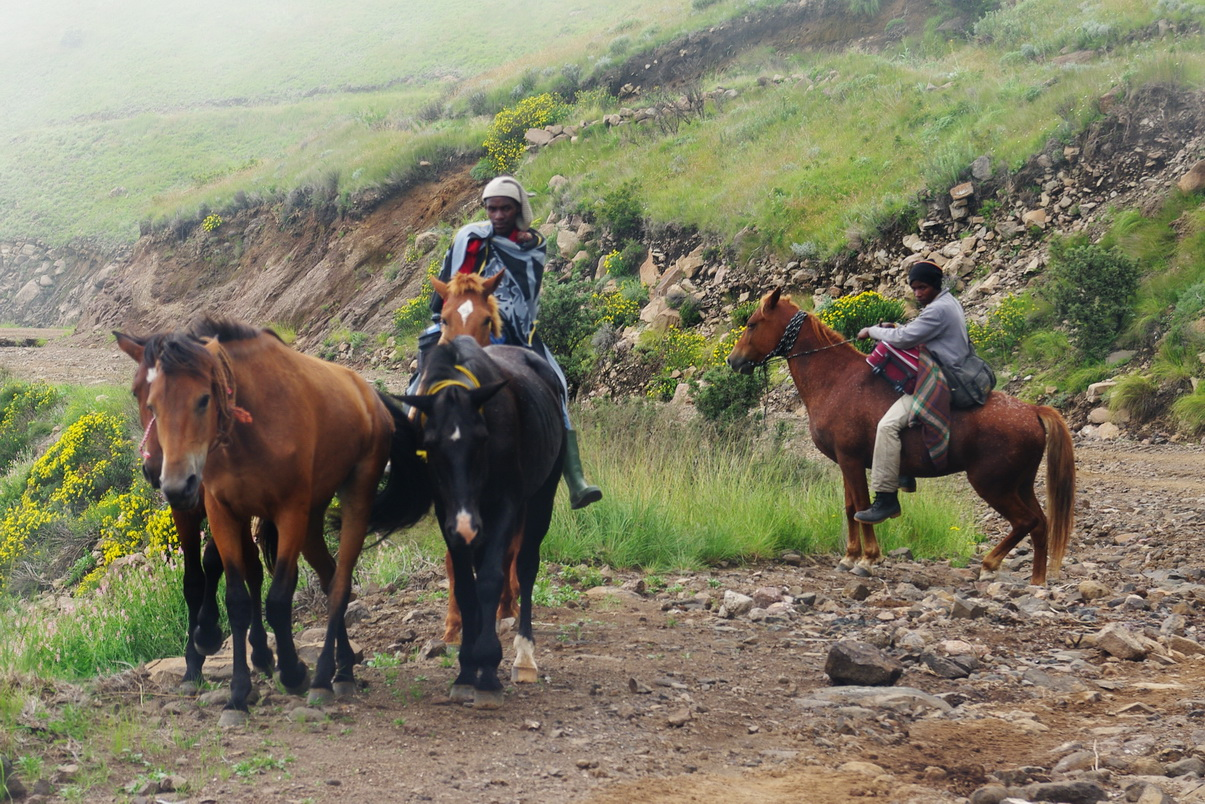
ruiters op een bergpad
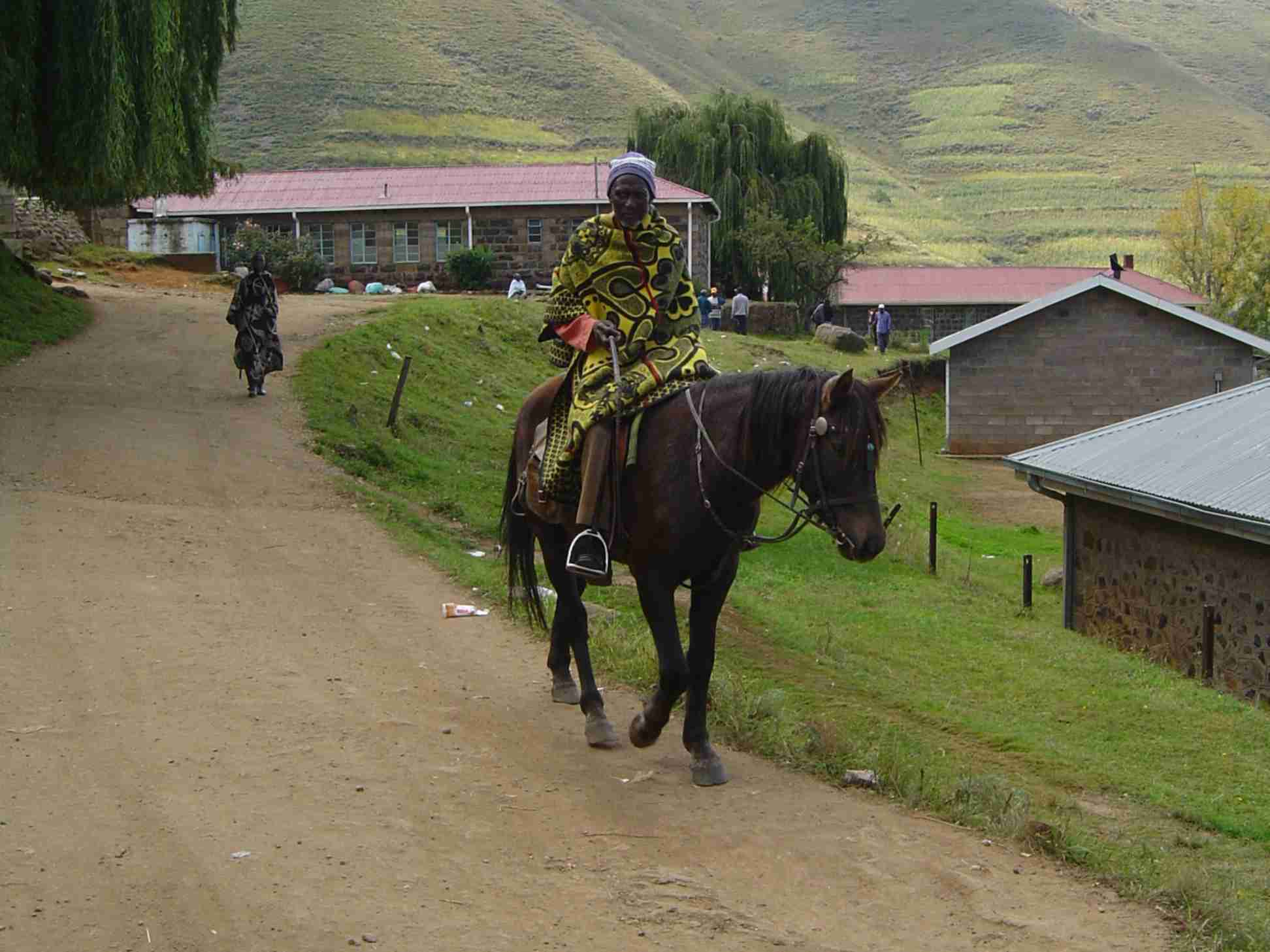
ruiter in Lesotho